# Strada statale 489 di Gradoli
La ex strada statale 489 di Gradoli (SS 489), ora strada provinciale 145 di Gradoli (SP 145), è una strada provinciale italiana che si snoda nella provincia di Viterbo.

## Percorso
La strada rappresenta il collegamento tra due ex strade statali a nord del lago di Bolsena: il tracciato parte difatti dalla ex strada statale 74 Maremmana nel tratto immediatamente successivo al bivio per Latera e, dopo aver attraversato Gradoli, termina in località Borghetto innestandosi sulla ex strada statale 2 Via Cassia.
In seguito al decreto legislativo n. 112 del 1998, dal 2002 la gestione è passata dall'ANAS alla Regione Lazio che ha provveduto al trasferimento dell'infrastruttura al demanio della Provincia di Viterbo.